# ميلان كوتشان
ميلان كوتشان (بالسلوفينية: Milan Kučan) وهو سياسي سلوفيني ولد في يوم 14 يناير 1941 في قرية كريزفتشي في مملكة يوغسلافيا، وهو أول رئيس جمهورية لسلوفينيا بعد إستقلالها من يوغوسلافيا، حيث تولى رئاسة سلوفينيا من 1991 إلى 2002، في سنة 1986 كان رئيس لرابطة الشيوعيين في سلوفينيا، وثم إنتقل إلى اليمين الديمقراطي، أصبح رئيس سلوفينيا في سنة 1991.

## روابط خارجية
- ميلان كوتشان على موقع IMDb (الإنجليزية)
- ميلان كوتشان على موقع الموسوعة البريطانية (الإنجليزية)
- ميلان كوتشان على موقع مونزينجر (الألمانية)